# Signos auxiliares

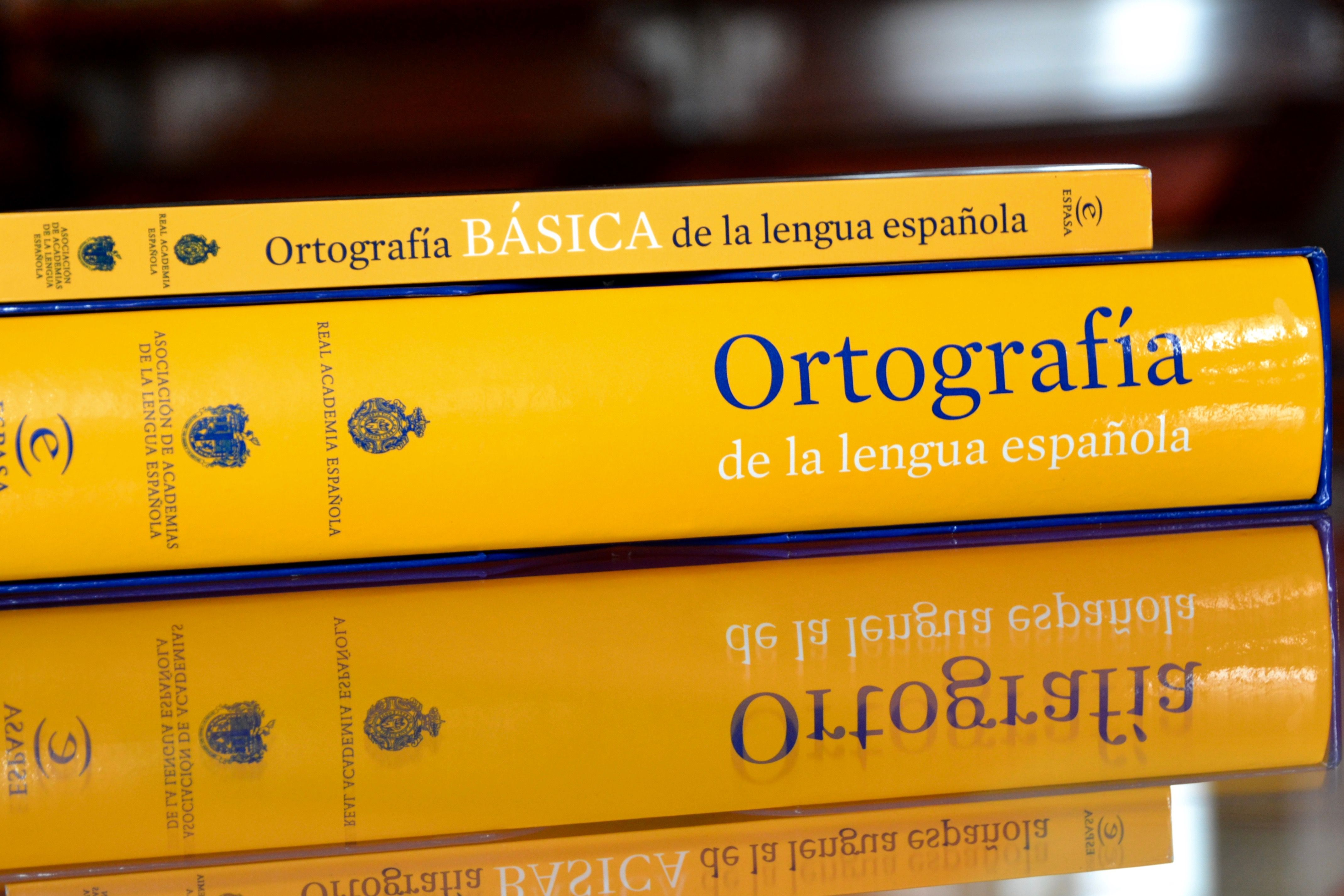
Ortografía de la lengua española de 2010 escrito por la RAE junto a la ASALE. Obra que recopila las convenciones del uso de los signos ortográficos.

Los signos auxiliares son uno de los tipos de signos ortográficos. Su función es totalmente opuesta a los signos de puntuación, ya que mientras estos se encargan principalmente de marcar las pausas y entonación con la que se debe leer un escrito, las funciones de los signos auxiliares son variadas y se podría considerar que no afectan —al menos directamente— a la lectura. Una excepción parcial a esto son los signos diacríticos, que sí afectan a la pronunciación de las palabras.
El principal objetivo de la escritura es la comunicación de alguna idea o mensaje, y por ejemplo, el uso el uso de ciertos signos auxiliares como el asterisco y barra, no afectan en la lectura, pero sí en la correcta interpretación del texto.

## Lista de signos auxiliares del español

### Guion
El guion (-), de menor longitud que la raya, tiene tres usos principales en español. Se utiliza como signo para unir palabras, muestra la división de palabras al final de una línea, y se usa en obras como diccionarios para marcar la separación entre las sílabas que componen las palabras.